# 延德納島
延德納島是印度尼西亞的島嶼，位於馬魯古省西东南马鲁古县，是塔寧巴爾群島中最大的島嶼，島上主要市鎮萨温拉基處於南端。
延德納島東岸有森林山丘，森林內住有野生水牛，居民使用扬德纳语。

## 外部連結
- Yamdena Wordlist at the Austronesian Basic Vocabulary Database